# Clonmacnoise
El monestir de Clonmacnoise (Cluain Mhic Nóis en irlandès, que significa "Devesa dels fills de Nós" o potser Cluain Muccu Nóis "Devesa dels porcs de Nós") és al comtat d'Offaly, Irlanda a la riba del riu Shannon al sud d'Athlone.
Clonmacnoise va ser fundat en algun moment entre el 545 i el 548 per Ciarán de Clonmacnoise, un jove de Rathcroghan, al comtat de Roscommon. Fins al segle nou va tenir una estreta relació amb els reis de Connacht. L'estratègica ubicació del monestir el va ajudar a convertir-se en un important centre de la religió, l'ensenyament, l'artesania i el comerç al segle novè i juntament amb el monestir de Clonard va ser el més famós d'Irlanda, la visita d'estudiosos de tot Europa. Des del segle ix fins al segle xi va disposar del suport dels reis de Meath. Molts dels reis de Tara i Connacht van ser enterrats aquí.

## Història

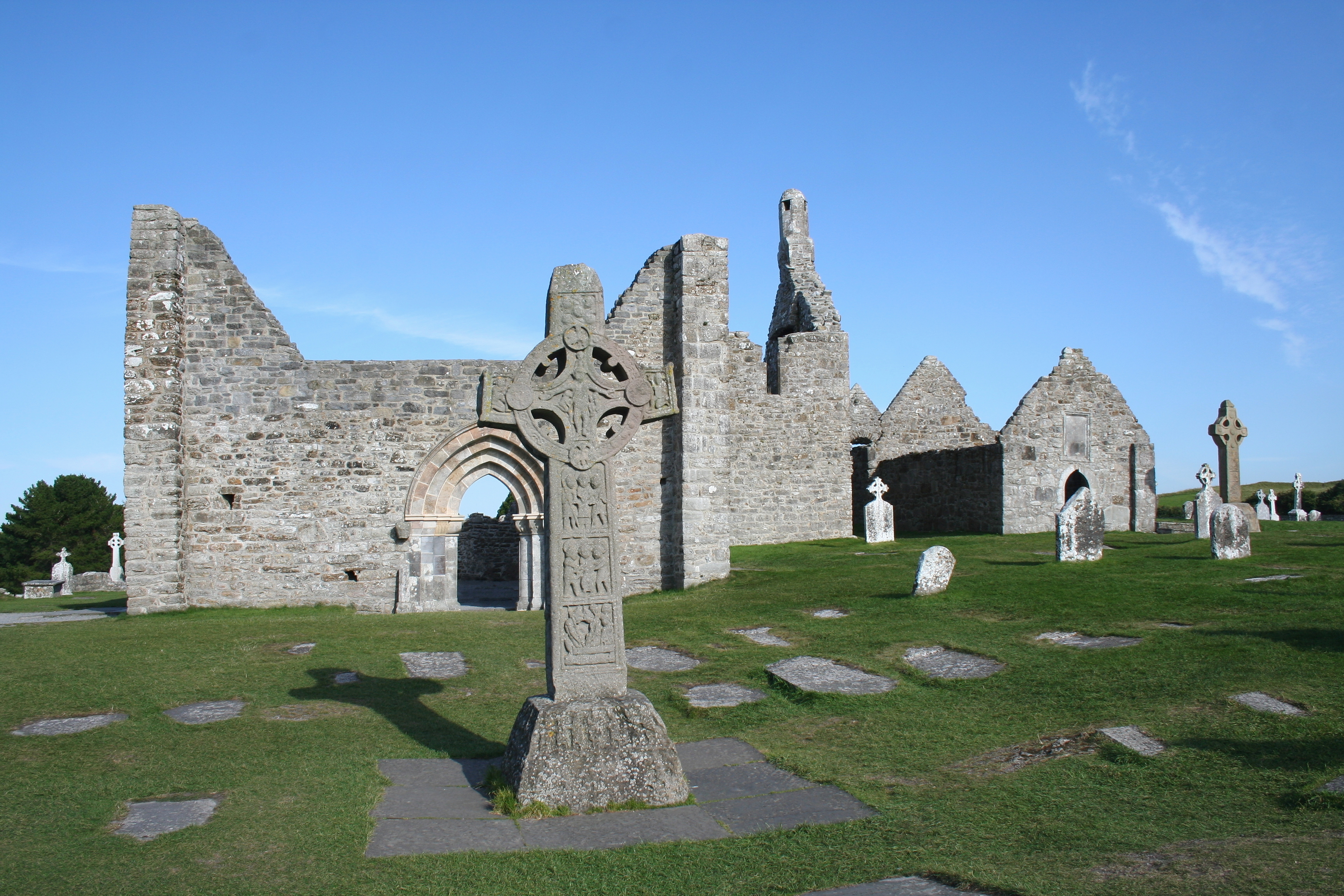
Creu alta de les Escriptures

Sant Ciarán juntament amb Diarmait Uí Cerbaill van arribar en un centre de comunicacions i punt estratègic, a les confluències de les províncies de Connacht, Munster i Leinster i van construir la primera església. Era una petita estructura de fusta i la primera de moltes petites esglésies que s'agrupen en el lloc. Diarmuid seria el primer home a ser coronat Rei d'Irlanda, alhora que era un cristià practicant. Ciarán va morir menys d'un any després per culpa de la febre groga (la Plaga de Justinià) i va ser enterrat segons s'informa a l'església de fusta original, ara el lloc de l'oratori de pedra del segle ix, conegut com el Temple de Ciarán. En els annals es diu que va morir a l'edat de 33 anys, una de les moltes coincidències entre la vida Ciarán registrat i la de Jesucrist.

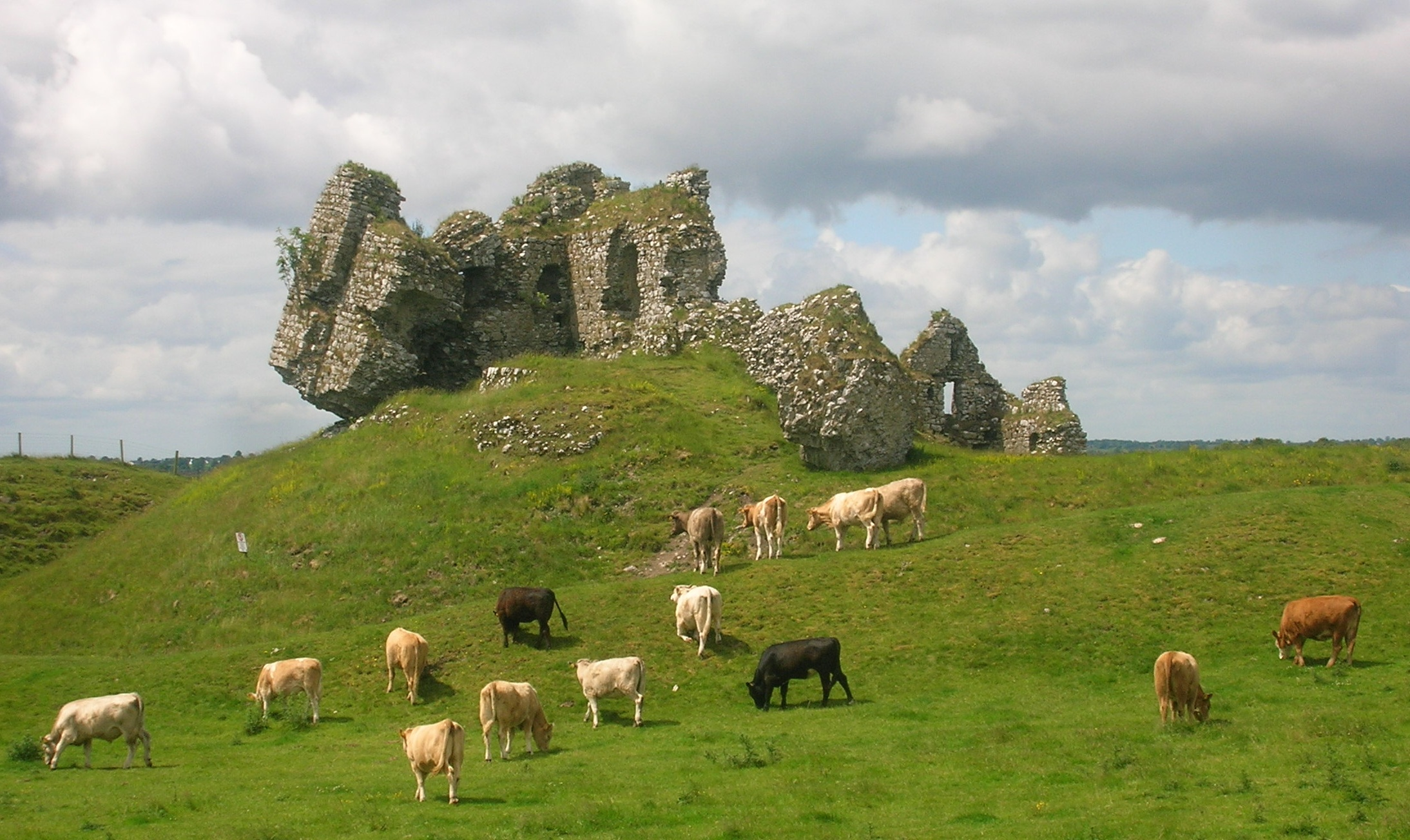
Castell de Clonmacnoise

El període de major creixement de Clonmacnoise va ser entre els segles VIII i XII. Va ser atacat amb freqüència durant aquests quatre segles, majoritàriament pels irlandesos (almenys 27 vegades), els Vikings (almenys 7 vegades) i els anglonormands (com a mínim 6 vegades). Els primers edificis de fusta van començar a ser substituïts per estructures de pedra duradora al segle ix, i la població original de menys de deu homes va créixer a potser entre 1.500 i 2.000 pels volts del segle xi. Artesans relacionats amb el lloc van crear algunes de les obres d'art més belles i perdurables amb metall i pedra mai vistes a Irlanda, com el bàcul Clonmacnoise, conservat al Museu Nacional d'Irlanda i la Creu de les Escriptures que representa la cúspide d'aquests treballs.
Al segle xii Clonmacnoise va començar el declivi del monestir. Les raons eren diverses, però sens dubte el factor més debilitant va ser el creixement de la ciutat d'Athlone, al nord del monestir a finals del segle xii. Athlone es va convertir en la principal ciutat comercial de la regió central d'Irlanda, la ruta més popular per travessar el riu Shannon, així com la solució per defensar millor la regió. Molts dels habitants de Clonmacnoise van marxar cap a Athlone, i amb la baixada de la població es va perdre gran part del suport per tal que el lloc produeixi el necessari per mantenir-se. Els antics aliats van començar a reconèixer la disminució de la influència del lloc. L'afluència d'ordes religiosos continentals com els franciscans, agustins, benedictins... introdueix en aquest en aquest monestir un descens de vocacions per la competència d'altres ordes. També s'hi ha d'afegir el canvi a Irlanda del segle xii que va convertir molts conjunts monàstics en diòcesis, així, Clonmacnoise va ser designat com a seu d'una diòcesi petita i empobrida.
El conjunt, va passar a l'Església d'Irlanda un cop van ser suprimits els ordes monàstics per part d'Enric VIII. No fou fins al segle XX que fou retornat al catolicisme i aquest, al seu torn, el va cedir a l'estat. El 1979 va rebre la visitat del papa Joan Pau II, en el transcurs de la visita pastoral que va fer a Irlanda.

## Edificis

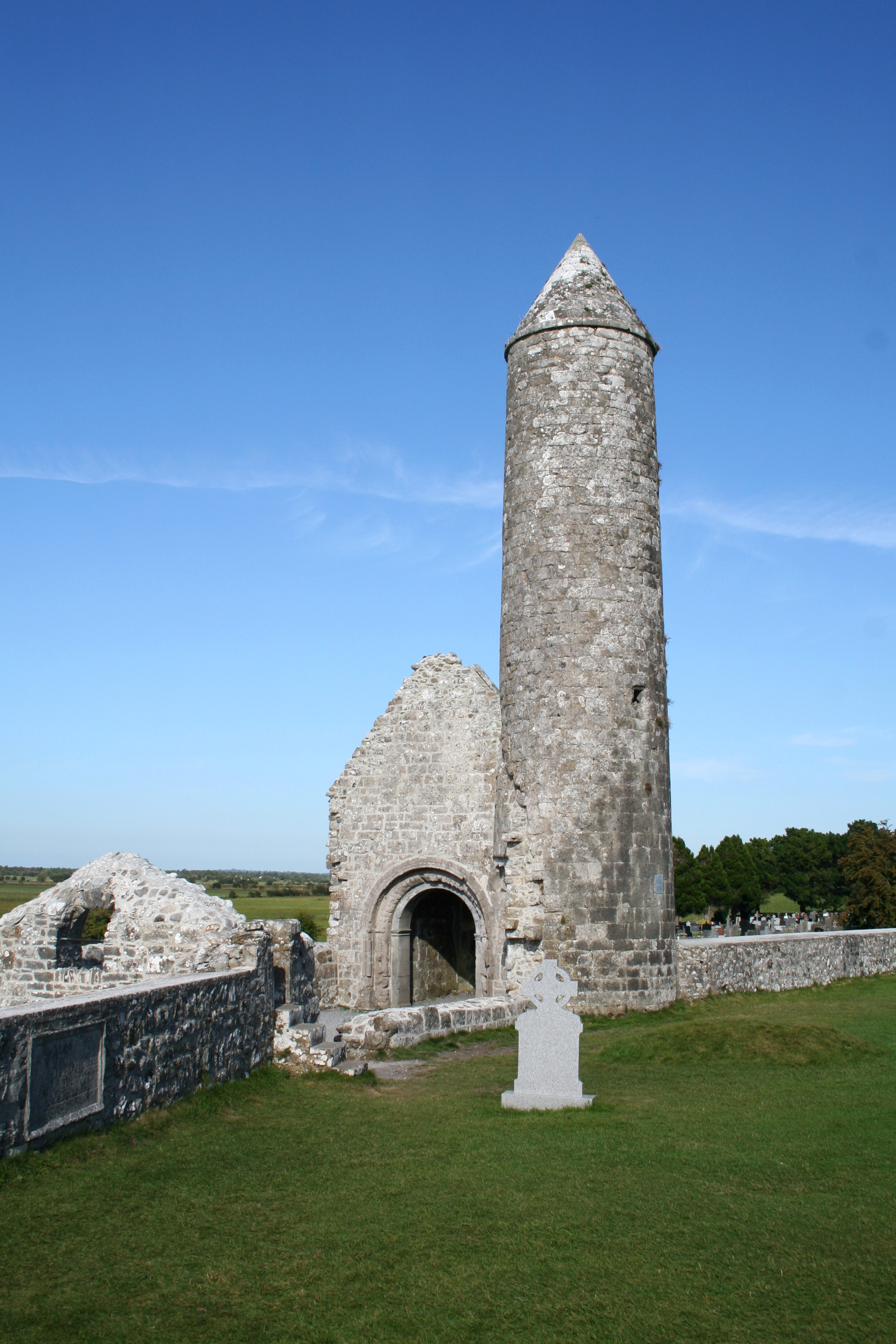
Temple de Finghin i Torre de McCarthy.

La majoria de les esglésies del recinte han estat objecte d'obres generals de conservació, també cal assenyalar que l'església de les monges (prop d'1 quilòmetre fora de les instal·lacions) també s'ha estat rehabilitant.
Temple Finghín i Torre de McCarthy: l'església i torre rodona daten del segle xii i són romàniques. Un fet inusual va ser l'acte de vandalisme que va rebre aquesta església el 1864 per part una persona de Birr en un "festa de plaer" a les set esglésies, com es denominava aquests actes a Clonmacnoise. Això va conduir a un cas històric, quan es va obrir un procés contra el vandalisme per part de la Corona, a causa dels esforços de la Reial Societat d'Antiquaris d'Irlanda. Alguns dels fons que havien estat reclamats per la fiscalia després van ser utilitzats per la Societat per tal de reparar el sostre de la torre de l'església. L'estructura és possiblement l'exemple més primerenc d'una torre d'església i el conjunt forma part d'una estructura única a Irlanda.
Temple Connor: Fou utilitzat per l'Església d'Irlanda des del segle xviii. Va ser objecte d'importants obres de restauració a la segona dècada del segle xx, quan el pendent del sostre es va elevar i l'espai interior va ser remodelat. L'església es manté sota els auspicis de la Unió de Parròquies d'Athlone i cada diumenge durant l'estiu es fa un servei religiós a les quatre de la tarda.
Torre d'O'Rourke: Amb el mateix nom des del s.X que prové del rei de Connacht Fergal O'Rourke. Es va acabar el 1124 pel rei i Gill Crist Ua Maoileoin, abat de Clonmacnoise. Onze anys després va ser tocada per un llamp, que va destruir el cap de la torre. La part superior de la torre és un treball posterior, de manera que s'especula que la maçoneria el va enderrocar en la tempesta de 1135 pot haver estat reutilitzats en la construcció de la torre de McCarthy.
North Cross: La més antiga de les tres creus existents. Data de l'any 800. Només la base de pedra calcària i gres de l'eix (una pedra de molí antic) ha sobreviscut. La decoració no és cristiana, amb una imatge de Cernunnos, el déu celta de la caça i la fertilitat, que apareix a la cara est de l'eix. Sembla que la peça va ser objecte de vandalisme en algun moment de la història, una hipòtesi que podria explicar el seu estat actual.
Temple Kelly: Tot el que queda d'aquesta església són els fonaments i els basaments dels murs, que permet veure la mida de l'església original.
Temple Ciarán: Entre 2.8 i 3.8 metres és l'església més petita de Clonmacnoise. Tradicionalment s'ha dit que és el lloc d'enterrament de Sant Ciarán, ara bé, les excavacions que s'han fet no han trobat les restes del sant.
La Creu de les Escriptures Aquesta creu de 4 metres d'alt feta de marès és una de les més hàbilment executades de les creus que han sobreviscut a Irlanda, i té un particular interès per la inscripció que conté i que demana una oració per Flann Sinn, rei d'Irlanda, i Colman abat que va encarregar la creu. Els dos homes van ser també responsables de la construcció de la Catedral. La creu va ser tallada en pedra sorrenca de Clara cap a l'any 900. La superfície de la creu es divideix en panells, que mostren escenes com la Crucifixió, el Judici Final i Crist en el sepulcre. L'original s'ha traslladat al centre de visitants, mentre que al lloc original s'hi ha col·locat una rèplica.
La Catedral Es va començar a construir al voltant de l'any 909 segons el Cronicó Scotorum) de Flann i Colmán. La porta oest ha estat recentment (i amb una mica de polèmica) àmpliament restaurada amb l'ús la porta d'estil gòtic del nord, sovint anomenat l'Arc xiuxiuejant, que data de mitjans del segle xv. La Catedral és la major de les esglésies de Clonmacnoise.  Rory O'Connor, l'últim rei d'Irlanda, va ser enterrat prop de l'altar el 1198, al costat del seu pare Turlough. La majoria de les tombes que en l'actualitat es veuen a l'església són els de la família Coghlan, el patriarca que àmpliament va reconstruir la catedral a la segona meitat del segle xvii.
Temple Melaghlin Construït el 1200. També s'anomena l'Església del Rei pel fet que almenys set generacions de reis Melaghlin es diu que foren enterrats sota l'estructura. Es creu que l'església també havia estat la seu de l'scriptorium, la sala on els manuscrits eren produïts i decorat.
Creu del Sud Es tracta d'una escultura del segle ix que en origen estava situada a l'extrem sud de l'eix central del jaciment. Té una escena cristiana a la cara oest: la crucifixió de Crist. Molts creuen que la creu podia haver estat la inspiració per esculpir més tard part de la Creu de les Escriptures. Una vegada més, l'original és al centre d'interpretació, amb una rèplica al lloc original, però que no és massa aconseguida, per exemple, el color és equivocat.
Temple de Dowling construït al segle x, aquesta petita església porta el nom d'Edmund Dowling, que el va reformar el 1689 i va culminar l'obra amb la col·locació d'una pedra tallada del seu escut de la família per sobre de la porta. En algun lloc també apareix com a església de MacClaffey.
Temple Hurpan construït al segle xvii a l'extrem oriental del Temple de Dowling, aquest annex no tenia cap funció religiosa fora de ser un lloc de sepultura per alguns membres de la parròquia local.

## Galeria d'imatges

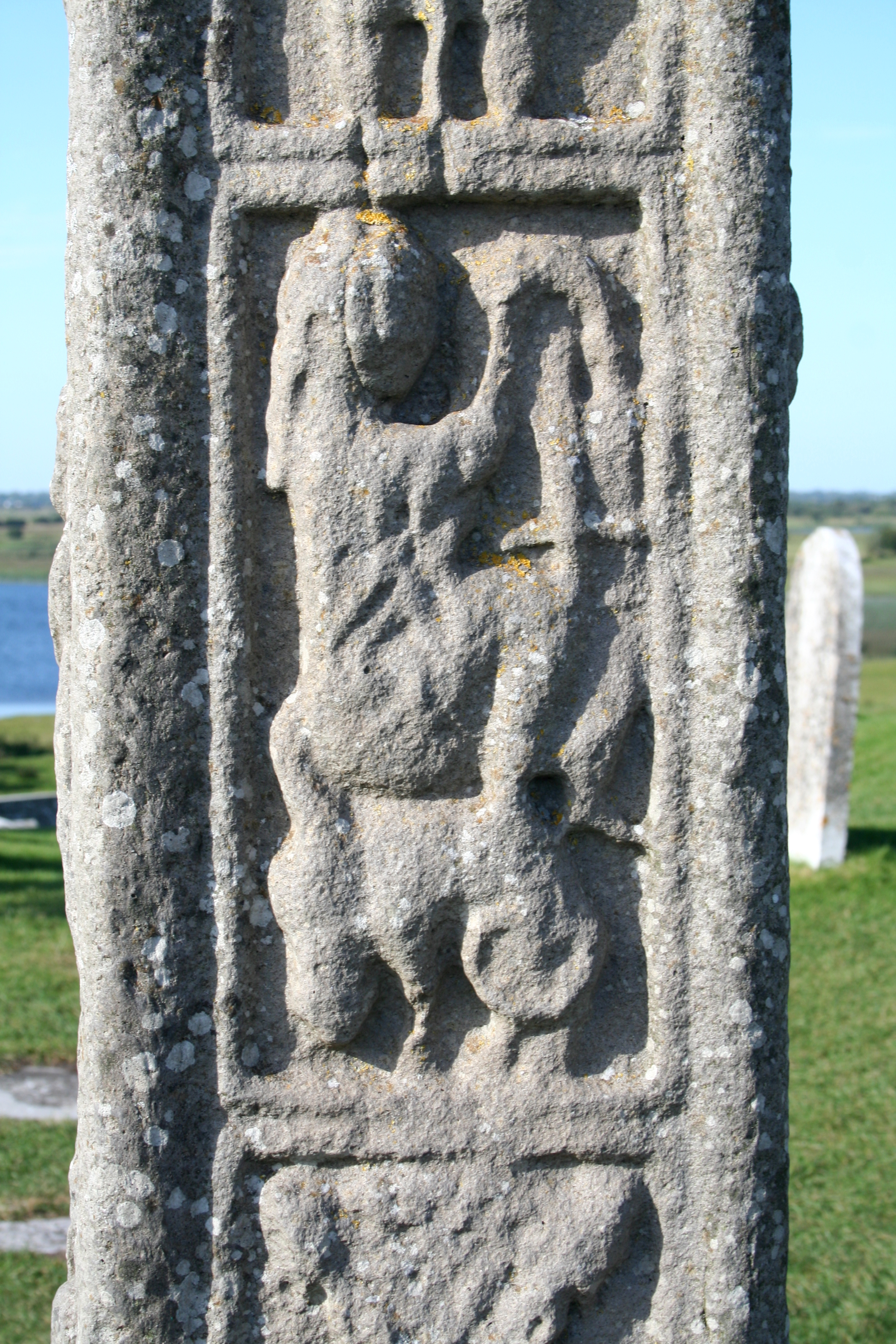
Detall de la Creu de les Escriptures.
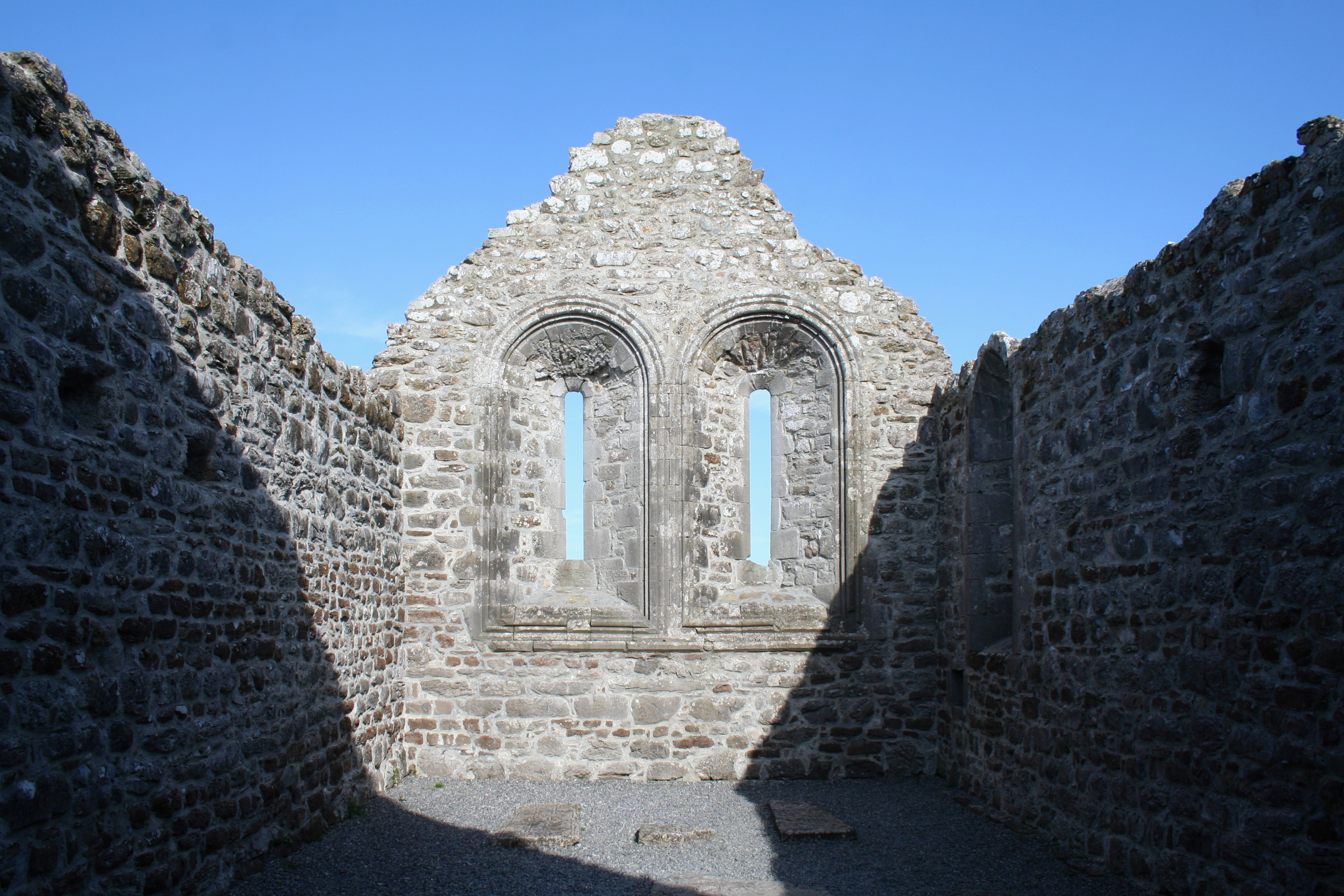
Interior del Temple Rí (L'església del rei).
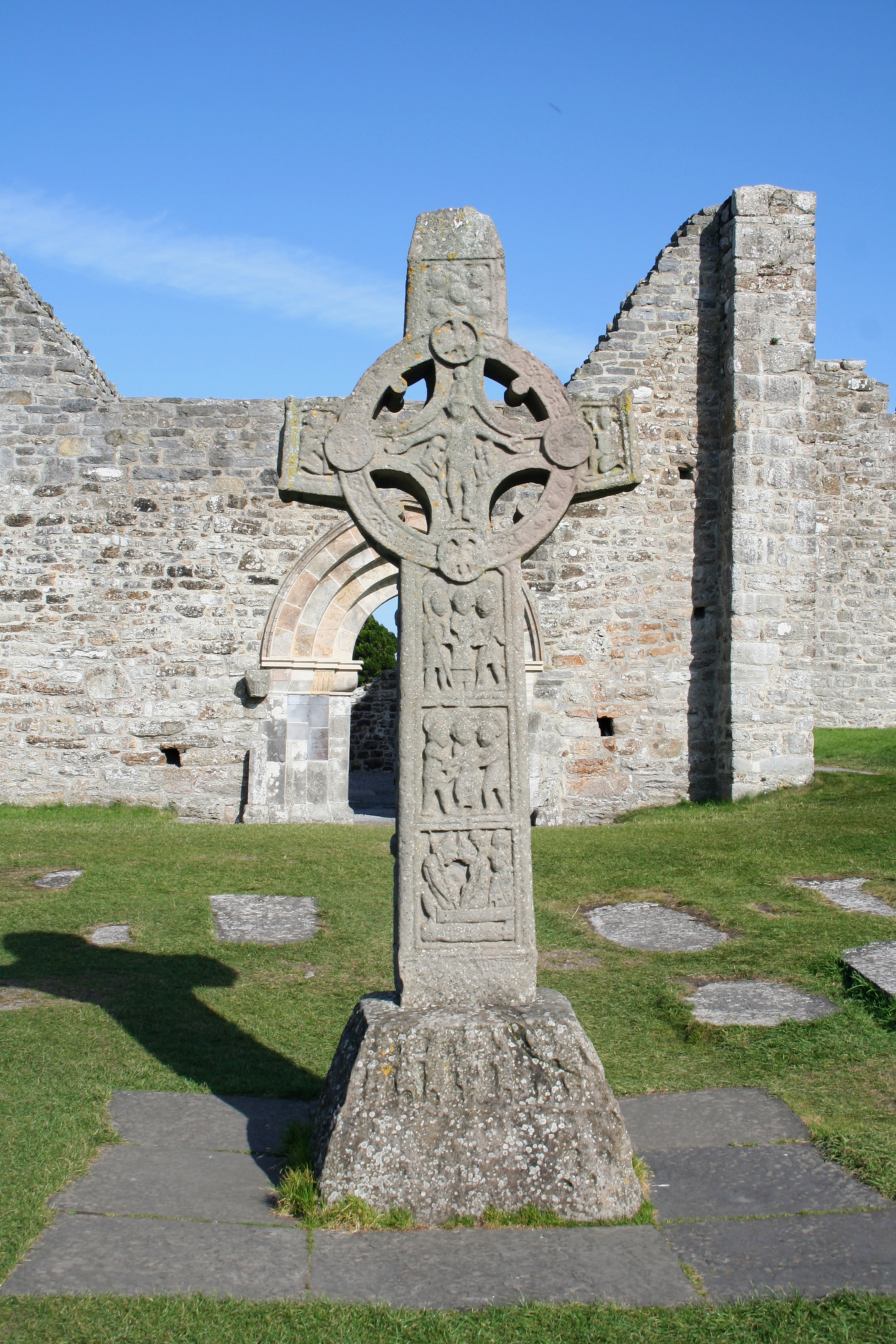
Replica de la Creu de les escriptures.